# 尾骨筋
尾骨筋（びこつきん、英語: coccygeus muscle）は、腹部の筋肉のうち仙骨下部と尾骨外側縁との間に存在するものである。仙骨尖を起始とし、尾骨に付着する。
尾骨と仙骨の間の動きは人間に於いてほとんど退化しており、有効な作用はない。仙棘靭帯と一帯となっており、深会陰横筋、尿道括約筋、肛門挙筋とあわせて骨盤底筋と呼ばれる。